# Bulbophyllum sapphirinum
Bulbophyllum sapphirinum är en orkidéart som beskrevs av Oakes Ames. Bulbophyllum sapphirinum ingår i släktet Bulbophyllum och familjen orkidéer. Inga underarter finns listade i Catalogue of Life.